# Prodoridunculus
Prodoridunculus is een geslacht van weekdieren uit de klasse van de Gastropoda (slakken).

## Soort
- Prodoridunculus gaussianus Thiele, 1912